# Guraleus fallaciosa
Guraleus fallaciosa é uma espécie de gastrópode do gênero Guraleus, pertencente a família Mangeliidae.